# Attaque au Cheyenne Club
Pour plus de détails, voir Fiche technique et Distribution.
Attaque au Cheyenne Club (The Cheyenne Social Club) est un film américain, réalisé et produit par Gene Kelly et sorti sur les écrans le 12 juin 1970 aux États-Unis.
Deux ans après Les Cinq Hors-la-loi, le film de Vincent McEveety où James Stewart, le shérif de Firecreek et Henry Fonda, à la tête des brigades armées terrorisant la petite ville, s'affrontaient, Gene Kelly réunit à nouveau ce duo d'acteurs dans cette comédie où ils sont, cette fois, d'inséparables amis.

## Synopsis
En 1867, John O'Hanlan (James Stewart) et son inséparable acolyte Harley Sullivan (Henry Fonda) sont deux cow-boys plus très jeunes mais deux personnalités passionnées et heureuses dans leur métier, exercé dans le Texas.
Un beau jour, John O'Hanlan reçoit une lettre d'un avocat de Cheyenne, dans le Wyoming ; il apprend ainsi que son défunt frère, un être peu recommandable, lui laisse un bien en héritage, sous l'enseigne Cheyenne Social Club.
Lui, dont l'unique patrimoine est son cheval va donc devenir propriétaire et, sans plus tarder, il part à cheval rejoindre le Wyoming, accompagné de son ami Harley Sullivan, pour un périple de 1 600 km.
Arrivés à destination après ce long voyage, ils découvrent que le Cheyenne Social Club est un lupanar. Homme vertueux, John O'Hanlan est choqué par cet état de fait et décide de chasser les charmantes demoiselles de l'établissement et de le reconvertir en une honorable pension de famille.
C'est sans compter sur la détermination des jeunes filles et des notables ; ils vont déclencher une mini-révolution à Cheyenne...

## Fiche technique
- Titre : Attaque au Cheyenne Club
- Titre original : The Cheyenne Social Club
- Réalisation : Gene Kelly
- Scénario : James Lee Barrett
- Musique : Walter Scharf
- Décors : Gene Allen et George James Hopkins
- Costumes : Yvonne Wood
- Directeur de la photographie : William H. Clothier
- Montage : Adrienne Fazan
- Repérage des extérieurs : Jack N. Young
- Producteurs : James Lee Barrett et Gene Kelly
- Production : National General Pictures (en)
- Distribution : National General Pictures
- Pays de production :  États-Unis
- Langue : anglais
- Genre : Western
- Durée : 103 minutes
- Format : Couleur • 35 mm • 2,35:1 • Mono
- Dates de sortie : États-Unis : 12 juin 1970
- Affiche : Jacques Vaissier (France)

## Distribution
- James Stewart (VF : Paul-Émile Deiber) : John O'Hanlan
- Henry Fonda (VF : Michel Gatineau) : Harley Sullivan
- Shirley Jones (VF : Jeanine Freson) : Jenny
- Jackie Joseph (VF : Lily Baron) : Annie Jo
- Sue Ane Langdon (VF : Monique Thierry) : Opal Ann
- Elaine Devry (VF : Michèle Montel) : Pauline
- Robert Middleton : le barman
- Dabbs Greer (VF : Jean Berger) : Jedediah W. Willowby
- Robert J. Wilke : Corey Bannister
- Carl Reindel : Pete Dodge
- Charlotte Stewart : Mae
- Jean Willes (VF : Paula Dehelly) : Alice
- J. Pat O'Malley (VF : Albert Médina) : Dr Michael Foy
- Arch Johnson : Marshal Anderson
- Charles Tyner : Charlie Bannister
- Myron Healey : Deuter
- Hal Baylor : le barman du Lady of Egypt

## Distinction
- Writers Guild of America Award 1971 : nomination pour la Meilleure comédie écrite directement pour le cinéma[1]

## Adaptation littéraire
Philipp Rock a écrit un roman éponyme, tiré du scénario du film.